# Kasztelania wiślicka
Kasztelania wiślicka – kasztelania mieszcząca się niegdyś w województwie sandomierskim, z siedzibą (kasztelem) w Wiślicy.

## Kasztelanowie wiśliccy
| Imię i nazwisko        | Okres urzędowania                     | p.                |
| ---------------------- | ------------------------------------- | ----------------- |
| Jan Tarnowski          | 1465–1477 (jeszcze 1478?)             | [ 2 ]             |
| Eustachy Odrowąż       | 1478–1478                             | [ 2 ]             |
| Stanisław Tęczyński    | (już 1478?) 1479–1481 (jeszcze 1484?) | [ 2 ]             |
| Jan Pilecki            | 1484–1485                             | [ 2 ]             |
| Jan Rabsztyński        | 1485–1494                             | [ 2 ]             |
| Mikołaj Strzeszewski   | 1494–1497 (jeszcze 1501?)             | [ 2 ] [ 3 ] [ 4 ] |
| Piotr Szafraniec       | (już 1497?) 1501–1508                 | [ 5 ]             |
| Andrzej Kościelecki    | 1508–1513                             | [ 5 ]             |
| Mikołaj Pilecki        | 1510–1511                             | [ 5 ]             |
| Mikołaj Jordan         | 1511–1515                             | [ 5 ]             |
| Jan Oleśnicki          | 1515–1520                             | [ 5 ]             |
| Jan Świrczowski        | 1521–1529                             | [ 6 ]             |
| Stanisław Odrowąż      | 1530–1535                             | [ 7 ]             |
| Piotr Firlej           | 1535–1537                             | [ 7 ]             |
| Jan Mielecki           | 1539–1547                             | [ 7 ]             |
| Sebastian Mielecki     | 1547–1568                             | [ 7 ]             |
| Mikołaj Firlej         | (już 1568?) 1569–1576                 | [ 7 ]             |
| Mikołaj Ligęza         | 1577–1603                             | [ 7 ]             |
| Andrzej Tęczyński      | 1603–1612                             | [ 7 ]             |
| Rafał Leszczyński      | (już 1611?) 1612–1618                 | [ 7 ]             |
| Samuel Lanckoroński    | 1618–1638                             | [ 7 ]             |
| Jan Tarło              | 1638–1645                             | [ 7 ]             |
| Andrzej Koryciński     | 1645–1650                             | [ 7 ]             |
| Zbigniew Oleśnicki     | 1650–1662                             | [ 7 ]             |
| Piotr Opocki           | 1663–1675 (jeszcze 1684?)             | [ 7 ]             |
| Jakub Rojewski         | 1684–1690 (jeszcze 1697?)             | [ 7 ]             |
| Stanisław Maj          | 1697–1703 (jeszcze 1704?)             | [ 7 ]             |
| Franciszek Szembek     | (już 1703?) 1704–1724                 | [ 7 ]             |
| Aleksander Krasiński   | 1724–1730                             | [ 7 ]             |
| Michał Konarski        | 1731–1740                             | [ 7 ]             |
| Jan Morsztyn           | 1741–1748                             | [ 7 ]             |
| Maciej Sołtyk          | 1748–1757                             | [ 7 ]             |
| Roch Jabłonowski       | 1757–1775 (jeszcze 1780?)             | [ 7 ]             |
| Franciszek Kochanowski | 1780–1781 (jeszcze 1782?)             | [ 7 ]             |
| Tomasz Sołtyk          | 1782–1795                             | [ 7 ]             |